# المعارض
المعارض یک منطقهٔ مسکونی در امارات متحده عربی است که در امارت رأس‌الخیمه واقع شده‌است. المعارض ۵ متر بالاتر از سطح دریا واقع شده‌است.